# Reality of Wrestling
La Reality of Wrestling è una federazione indipendente di wrestling, fondata da Booker T.

## Storia

### Pro Wrestling Alliance (2005-2012)
La Pro Wrestling Alliance viene fondata nel 2005 dal wrestler Booker T, e ha sede a Houston in Texas. Ha dichiarato che la federazione è stata aperta con l'intento di dare ai lottatori professionisti l'opportunità di allenarsi correttamente, nonché a mantenere viva l'eredità di Paul Boesch. Il ricavato dei loro spettacoli, vengono devoluti al Booker T. Fights For Kids Foundation.
Gli eventi mensili vengono organizzati presso il Pasadena Convention Center di Pasadena, in Texas, Il loro primo show si è tenuto nel dicembre del 2006. Successivamente la realizzazione degli show è passata al Clear Lake Recreation Sports Center di Clear Lake, un sobborgo di Houston.
Nel dicembre 2007, Rob Van Dam, dopo aver lasciato la WWE, ha fatto il suo primo match contro Booker T, ed il match è stato incluso nei contenuti extra nel DVD The Best of RVD TV Vol 1.

### Reality of Wrestling (2012-presente)
Il 9 marzo 2012 dopo sette anni come Pro Wrestling Alliance, viene rilanciata come Reality of Wrestling, la decisione di cambiare il nome è stata un'idea di Booker T. Nel mese di dicembre 2013 la Pro Wrestling Alliance chiude ufficialmente con un ultimo show, il Christmas Chaos. Tuttavia, gli investitori hanno contribuito alla continuazione di questa federazione, producendo uno show settimanale ripreso dalle telecamere e trasmesso su YouTube che si svolgono una volta al mese presso il Clear Lake Recreation Sports Center. Occasionalmente vengono prodotti alcuni show in pay-per-view.
Nel febbraio 2014, Reality of Wrestling ha lanciato un programma televisivo e va in onda su una rete locale di Houston, chiamato KUBE-TV instaurando una partnership con la Soul of the South Network, per trasmettere lo show in 20 città. Il loro primo pay-per-view è stato mandato in onda nel luglio del 2014.
La promozione include anche una scuola che ha un programma di formazione di due anni per coloro che vogliono intraprendere la carriera di wrestler, in contrasto con i più tradizionali corsi di tre e sei che si svolgono in altre scuole.

## Roster

### Wrestler maschili
| Ring name                 | Nome reale | Note                         |
| ------------------------- | ---------- | ---------------------------- |
| Abel Andrew Jackson       |            |                              |
| Alex Reigns               |            |                              |
| Alex Villireal            |            |                              |
| Andrew Lockhart           |            |                              |
| Ayden Cristiano           |            | ROW Heavyweight Championship |
| Barrett Brown             |            |                              |
| Bartek                    |            |                              |
| Brenden Skye              |            |                              |
| Cameron Cole              |            |                              |
| Cedric Pain               |            |                              |
| Erik Lockhart             |            |                              |
| Evan Show                 |            |                              |
| Francis Flores            |            |                              |
| Gabe Hillier              |            |                              |
| Gino                      |            |                              |
| Gustavo Mendoza           |            |                              |
| Inferno Tiger             |            |                              |
| Jasper "The Hammer" Davis |            |                              |
| Kid Ransom                |            |                              |
| Mysterious Q              |            |                              |
| Parviz                    |            |                              |
| Pump Patrol               |            |                              |
| Rex Andrews               |            | ROW Texas Championship       |
| Rob B                     |            |                              |
| Ruthless Ryan Davidson    |            |                              |
| Sean Studd                |            |                              |
| Shawn Hendrix             |            |                              |
| Scoccio                   |            |                              |
| The Pride                 |            |                              |
| The Rockstar              |            |                              |
| X                         |            |                              |

### Wrestler femminili
| Ring name   | Nome reale | Note                      |
| ----------- | ---------- | ------------------------- |
| Hyaneyoung  |            |                           |
| Jada Keys   |            |                           |
| Kayla Lynn  |            |                           |
| Kiera Hogan |            |                           |
| Kylie Rae   |            | ROW Diamonds Championship |
| Miranda     |            |                           |
| Reyna       |            |                           |
| Robin       |            |                           |

## Altre personalità

### General Manager
| Nome          | Periodo                 |
| ------------- | ----------------------- |
| Theodore Long | 26 luglio 2014-presente |

### Arbitri
| Nome    |
| ------- |
| Stache  |
| Beard   |
| Zen Zen |

### Annunciatori
| Nome              |
| ----------------- |
| Matt Topolski     |
| Brad Gilmore      |
| Jeremiah Gallegos |